# Thelymitra angustifolia
Thelymitra angustifolia är en orkidéart som beskrevs av Robert Brown. Thelymitra angustifolia ingår i släktet Thelymitra och familjen orkidéer. Inga underarter finns listade i Catalogue of Life.